# Chiesa di Sant'Anna (Amantea)
La chiesa di Sant'Anna (I Sant'Anna o da Mirabella in dialetto calabrese), meglio conosciuta come Sant'Anna o chiesa della Mirabella è una chiesa sussidiaria nella Contrada Mirabella di Campora San Giovanni, frazione di Amantea. Fa parte della parrocchia di San Pietro Apostolo di Campora San Giovanni, facente parte della forania marina dell'arcidiocesi di Cosenza-Bisignano.
Fu costruita nel XIX secolo.

## Storia
L'edificio fu costruito nel XIX secolo, nell'ambito dei possedimenti terrieri della famiglia amanteana Mirabelli, da cui la contrada prende il nome. Nella chiesa sono conservati messali del XVI secolo, di gran valore e pregio storico-religioso.

## Galleria d'immagini

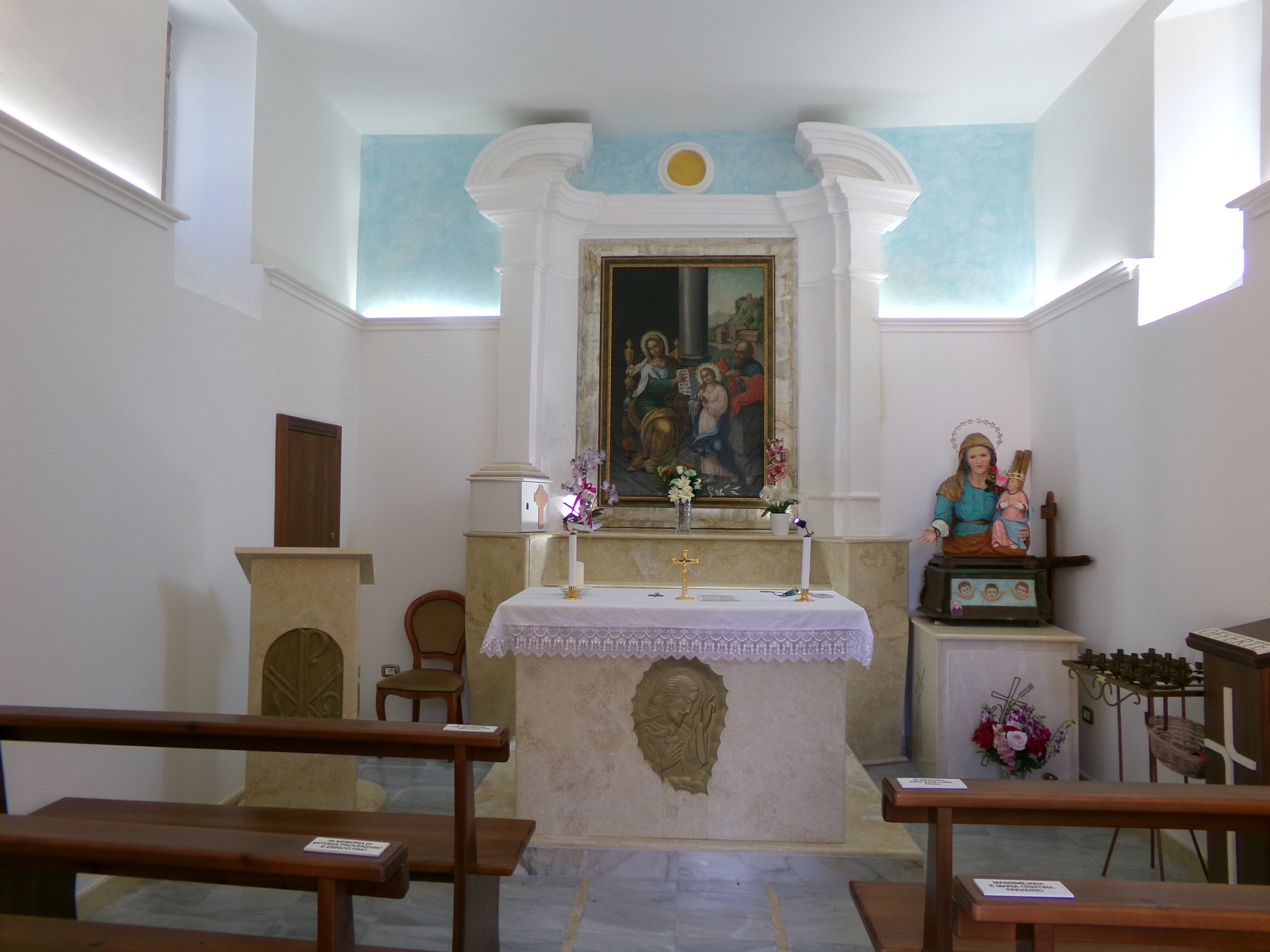
Altare della chiesa
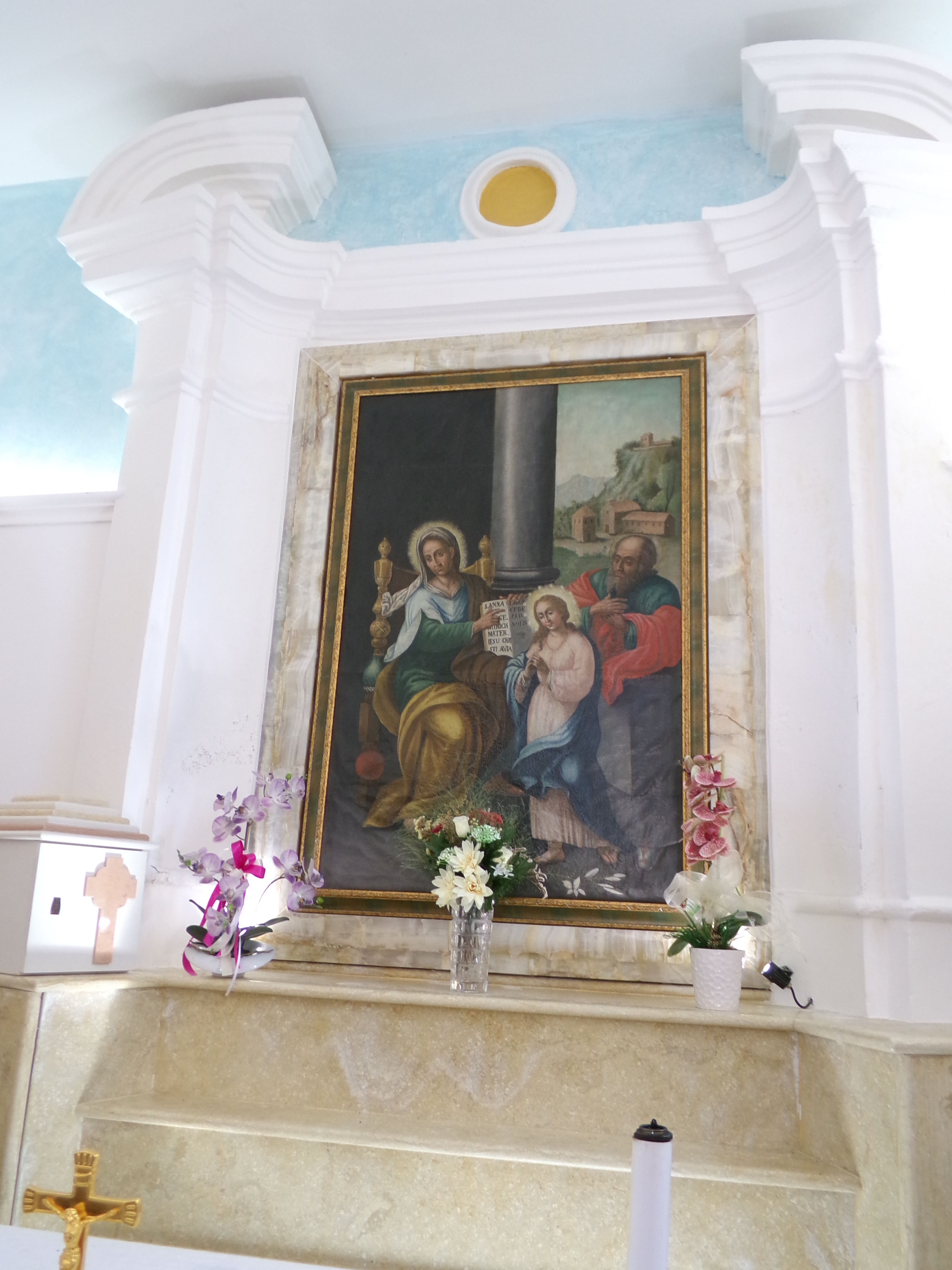
Dipinto di sant'Anna dietro l'altare
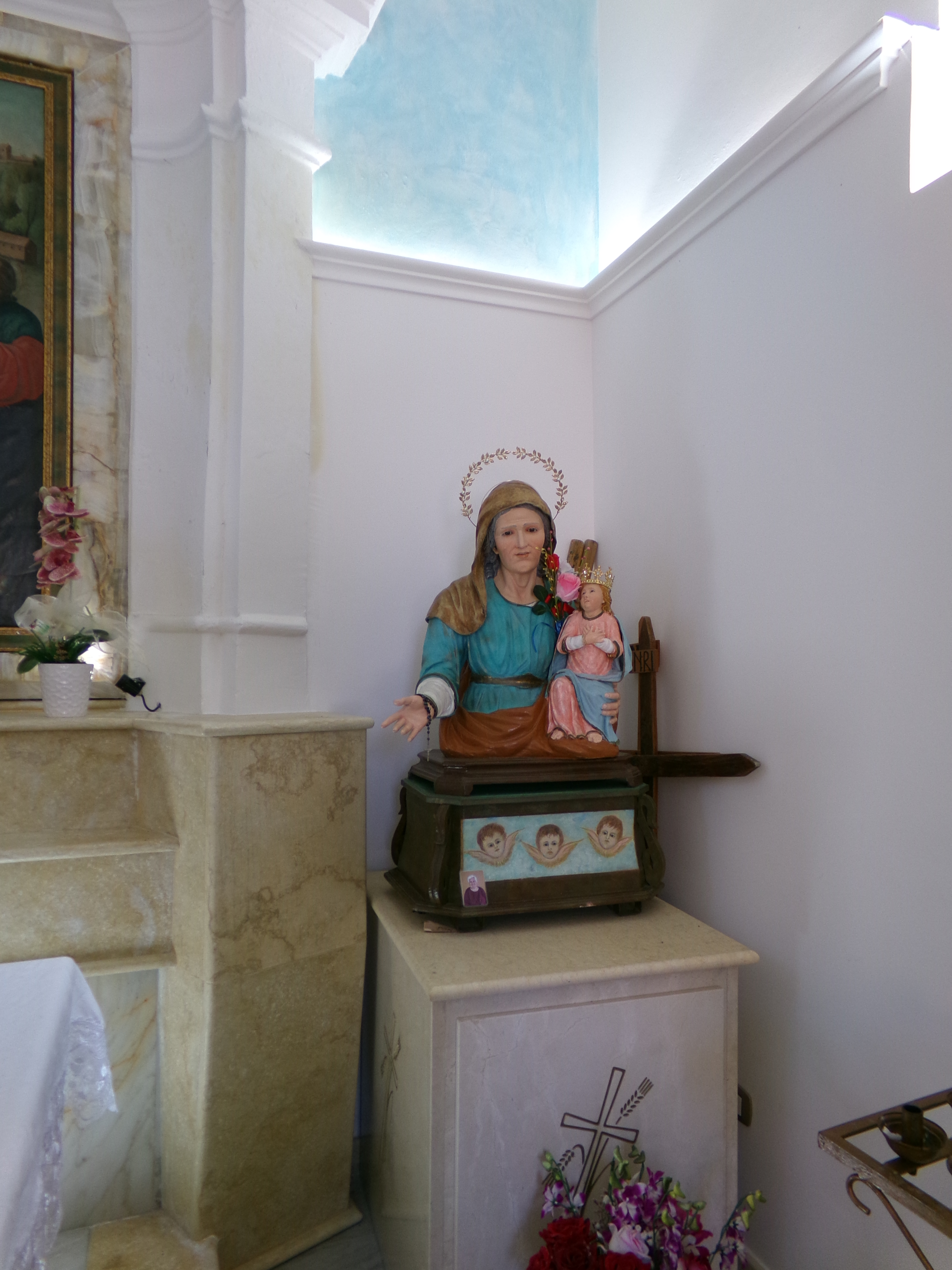
Busto di sant'Anna, in prossimità dell'altare